# 沿バルト軍管区
沿バルト軍管区(ロシア語: Прибалтийский военный округ、ПБВО)は、ソビエト連邦軍の軍管区。ソ連のバルト諸国占領後、バルバロッサ作戦前に編成され、戦線に変更され、第二次世界大戦後に再編された。1991年のソビエト連邦の崩壊後に解隊された。

## 歴史
沿バルト軍管区はソビエト連邦防衛人民委員会の命令で1940年7月11日に編成され、リガに本拠を置いた。これはバルト諸国占領後、バルト諸国の法的な吸収が行われる前に行われた。1940年8月17日にバルト特別軍管区となった。
エストニア軍、ラトビア軍、リトアニア軍の将兵はそれぞれ第22、第24、第29地域狙撃軍団として赤軍に組み込まれた。しかしながら彼らは信用できないという評判が高く、1941年6月には大量の将兵がドイツに亡命した。
1941年、軍管区は以下のような構成であり、戦争開始後は北西戦線となった。
- 第8軍（英語版）
- 第11軍（英語版）
- 第27軍（英語版）
- 第5空挺軍団
- その他の小編成および部隊[2]

第3機械化軍団も軍管区内のヴィリニュスに所在していた。
戦後、軍管区は1945年7月9日にリガで第1バルト戦線を元とする基地管理ゼムランド軍集団(базе управления Zemland Group of Forces)に基づいて編成された。当初はラトビアSSRとリトアニアSSRのみを含んでいた。1946年2月27日の特別軍管区の解散後、カリーニングラード州を管轄するようになり、10年後の1956年1月にはエストニアSSRの領域もレニングラード軍管区から引き継いだ。
主な編成は1948年に第10親衛軍が解散した後はカリーニングラード州の第11親衛軍であった。1950年代、第1戦車師団、第2狙撃軍団、第16ケーニヒスベルク赤旗狙撃軍団(第1、第26狙撃、第29自動車化狙撃師団)、第36ネマンスキー赤旗狙撃軍団(第5、16狙撃、第30自動車化狙撃師団)などの編成が含まれていた。
1955年、軍管区の戦力は第11親衛軍、第2親衛、第4親衛狙撃軍団（旧第10親衛軍）、第1親衛、第5親衛、第16親衛、第26親衛狙撃師団、第28、第42狙撃師団、第1戦車師団、第28親衛、第29親衛、第30親衛機械化師団、第15空挺軍団(第76、第104親衛空挺師団)などから構成された。
戦後を通じて第11親衛軍は第40親衛戦車師団（旧第28親衛機械化師団）、第1戦車師団、第1、第26親衛自動車化狙撃師団等から構成された。
レニングラード軍管区のエストニア地域の移管によって、第2親衛戦車軍団がこの軍管区に加えられたが、1945年に第1親衛戦車軍団から改組された第1親衛「インステルブルク」戦車師団を残してこの地区を離れた。1960年5月5日には赤色レーニン勲章第51親衛自動車化狙撃ヴィーツェプスク師団が地区司令官が発した№ 006471の命令によって解散した。1960年代、第5親衛自動車化狙撃師団は解散された。1969年、第8親衛狙撃師団は中央アジア軍管区から移動され、フルンゼに配置された。
1979年スコット&スコットの報告によれば本拠地はオフィサーズクラブと同じRiga-Center, Ulitsa Merkelya, Dom 13に所在した。

### 1980年代

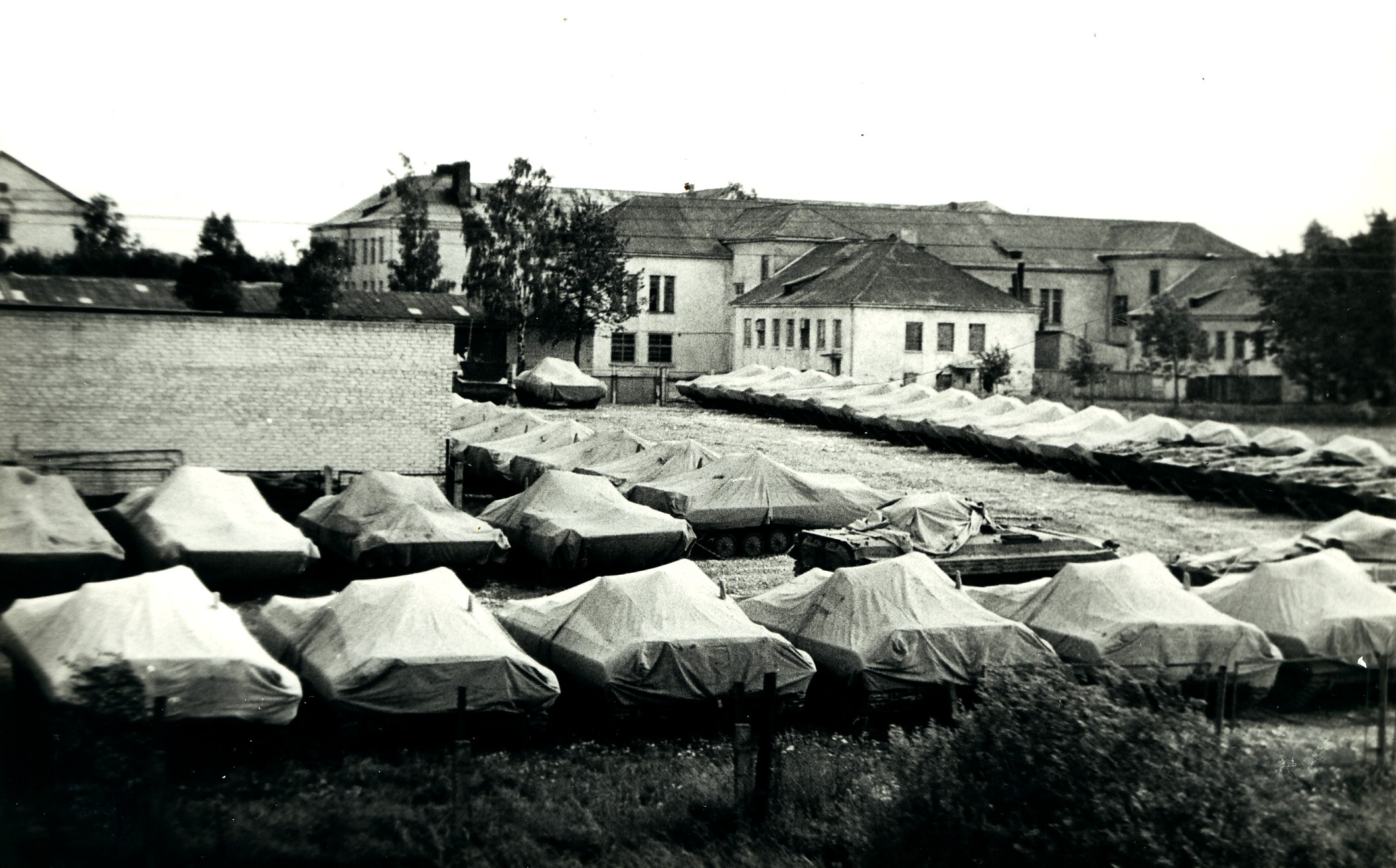
Soviet armoured vehicles in Lithuania in 1991

1980年代の終わりには軍管区の構成は以下のようであった
- 第3親衛自動車化狙撃師団（英語版） クライペダ (1989年以降のバルト海艦隊沿岸防衛師団)
- 第16親衛自動車化狙撃師団 タウラゲ
- 第18親衛自動車化狙撃師団（英語版） (1990-91年にかけてチェコスから到着)
- 第24訓練戦車師団 リガ (後の第54地区訓練センター、その後第25自動車化狙撃旅団)[5]
- 第107自動車化狙撃師団 ヴィリニュス
- 第144親衛自動車化狙撃師団 タリン (旧第29親衛狙撃師団（英語版）)
- 第11親衛軍（英語版）
  - 第1親衛戦車師団 カリーニングラード
  - 第1親衛自動車化狙撃師団 カリーニングラード
  - 第40親衛戦車師団 ソヴィェツク

また、ロシアのウィキペディアの第13狙撃連隊の注記によれば第13狙撃連隊は第24訓練戦車師団の一部として1956年5月から1994年8月までラトビアSSRに駐留していたとされる。この連隊は訓練と下級士官の養成、その他BMP司令官、さまざまな軍用車両の砲手、無線手、工兵部隊の司令官などのスペシャリストだった。リガ近郊のAdazi-2(現Kadaga)に配置されていたとされる。
ソビエト空挺軍の部隊であるカウナス要塞を本拠地とする第7親衛「チェルカースィ」空挺師団とGaižiūnaiの第44訓練空挺師団もこの管区に置かれていた。1980年代に軍管区内の空軍などの部隊はリガに本拠地を置いており、第15空軍、防空軍の第2防空軍の2部隊が存在した。
第15空軍は1991年1月1日時点で以下の部隊から構成された。
- 第79独立通信連隊 (リガ)
- 第249 独立混成航空中隊(OSAE) (リガ) Mi-8 7機、Mi-6 1機、その他少数の輸送用航空機
- 第285 独立電子戦ヘリコプター中隊(OVEREB) (イェルガヴァ、リガ地区) Mi-8 19機
- 第886 赤旗勲章「スターリングラード」独立偵察航空連隊(ORAP) (イェーカブピルス（英語版）、ラトビア) Su-24 12機、Su-17M4 14機

- 第39 戦闘爆撃航空師団(ADIB) (リェルヴァーデ、ラトビア) 1981~[8]
  - 第53 親衛スターリングラード 戦闘爆撃航空連隊(APIB) (シャウレイ（英語版）、リトアニア) MiG-27 35機 MiG-23 11機
  - 第327 APIB (ダウガフピルス（英語版）、ラトビア) MiG-27 47機 MiG-23 12機
  - 第899 APIB (リェルヴァーデ、ラトビア) MiG-27 47機、MiG-23 11機

第15空軍は1942年7月以降に活性化され、1943年10月にブリヤンスク戦線(後の第2バルト戦線)に加えられ、クールラント・ポケット攻撃で第二次大戦を終えている。第15空軍は1949年1月に第30空軍に改名されたが、1968年4月に再び第15空軍に戻された。

### その後
1991年9月、沿バルト軍管区はソ連崩壊後の改組をはじめた。沿バルト軍管区は1991年11月15日のソビエト連邦書記長令によって北西軍集団に改名され、1992年1月27日のロシア大統領令によって北西軍集団はロシア連邦の司法権に属していた。
1992年3月11日の独立国家共同体の合同軍の第一副司令官命令のNo.314/3/0327と北西軍集団の1992年8月29日の司令官命令No.6/1/0287に従って、「赤色ラトビア狙撃兵に因む赤旗セヴァストーポリ第13親衛訓練自動車化狙撃連隊」は「ラトビア狙撃兵に因む赤旗セヴァストーポリ第25親衛自動車化狙撃旅団」に改組された。また、1993年10月11日にロシア国防省命令No.314/1/001200と1993年11月11日のロシア連邦軍参謀本部命令No.453/4/01002-25に従って当該名称の連隊はロシアのプスコフ州に移転され、レニングラード軍管区の管轄下に入った。
北西軍集団は1994年9月1日に解散することとなり、すべてのロシア軍はリトアニア、ラトビア、エストニアから撤退した。カリーニングラード州の陸軍は第11親衛軍の指揮下に入り、4年から5年をかけて陸軍およびバルト海艦隊の沿岸防衛軍となった。

## 司令官
- 1940 大将 アレクサンドル・ロクティオノフ （英語版）
- 1940 - 1941 大将 フョードル・イシドロヴィッチ・クズネツォフ
- 1945 - 1954:上級大将 イワン・バグラミャン
- 1954 - 1958:上級大将 アレクサンドル・ゴルバトフ
- 1958 - 1959:上級大将 パーヴェル・バトフ
- 1959 - 63: 大将 Iosif Gusakovsky
- 1963 - 71: 上級大将 Georgy Khetagurov
- 1971 - 72: 大将 ウラジーミル・ゴヴォロフ[11]
- 1972 - 80: 上級大将 Aleksandr Mayorov
- 1980 - 1984: 大将 Stanisla Postnikov
- 1984 - 1987: 大将 А. V. Bekhtenin
- 1987: 大将 ヴィクトル・グリシン
- 1987 - 91: 大将 Fyodor Kuzmin
- 1991 : 大将 Valery Mironov

## 関連文献
- Petersen, P. and Petersen, S. (1993) "The Kaliningrad garrison state", Jane's Intelligence Review, 5:2, 1993
- Feskov, V.I.; K.A. Kalashnikov, V.I. Golikov. (2004). The Soviet Army in the Years of the 'Cold War' (1945–1991). Tomsk: Tomsk University Press. ISBN 5-7511-1819-7 (inc district commanders 1972-)
- Andrew Duncan, Russian Forces in Decline - Part 2, Jane's Intelligence Review, October 1996